# جون مكتيرنان
جون مكتيرنان (بالإنجليزية: John McTiernan)‏ مخرج ومنتج أفلام أمريكي من مواليد 8 يناير 1951.

## مواقع خارجية
- جون مكتيرنان على موقع IMDb (الإنجليزية)
- جون مكتيرنان على موقع روتن توميتوز (الإنجليزية)
- جون مكتيرنان على موقع ألو سيني (الفرنسية)
- جون مكتيرنان على موقع أول موفي (الإنجليزية)
- جون مكتيرنان على موقع بوكس أوفيس موجو (الإنجليزية)
- جون مكتيرنان على موقع قاعدة بيانات الأفلام السويدية (السويدية)
- جون مكتيرنان على موقع إن إن دي بي (الإنجليزية)
- جون مكتيرنان على موقع قاعدة بيانات الفيلم (الإنجليزية)
- جون مكتيرنان على موقع كينوبويسك (الروسية)